# Бузан
Бузан (фр. Bouzanne) је река у Француској. Дуга је 84 km. Улива се у Крез. 